# Orbione thielemanni
Orbione thielemanni är en kräftdjursart som beskrevs av Hugo Frederik Nierstrasz och Brender a Brandis 1931. Orbione thielemanni ingår i släktet Orbione och familjen Bopyridae.
Artens utbredningsområde är Madagaskar. Inga underarter finns listade i Catalogue of Life.